# Кунте, Абхиджит
Абхиджит Кунте (3 марта 1977, Пуна) — индийский шахматист, гроссмейстер (2000).
Чемпион Индии 1997 и 2000 гг.
В составе сборной Индии участник 4-х Олимпиад (1998—2004).

## Изменения рейтинга
| Графики недоступны из-за технических проблем. См. информацию на Фабрикаторе и на mediawiki.org. |